# Hermann Flohn
Hermann Flohn (* 19. Februar 1912 in Frankfurt am Main; † 23. Juni 1997 in Bonn) war ein deutscher Meteorologe und Klimatologe.

## Leben und Wirken
Nach dem Abitur begann Flohn an der Johann Wolfgang Goethe-Universität in Frankfurt und der Universität Innsbruck Geographie, Meteorologie, Geophysik und Geologie zu studieren. Nach der Promotion 1934 über ein Thema aus der Geomorphologie arbeitete er ab 1935 als Hilfsreferent beim Reichswetterdienst unter anderem bei Karl Knoch. Von 1938 bis 1939 war er Leiter der Bioklimatischen Forschungsstelle Bad Elster. Nach der Habilitation 1941 arbeitete Flohn als Regierungsrat beim Wetterdienst beim Oberkommando der Luftwaffe. Nach dem Krieg folgte eine Kriegsgefangenschaft bis April 1946.
Nach seiner Entlassung arbeitete Flohn ab Mai 1946 beim Deutschen Wetterdienst in der Amerikanischen Besatzungszone, der 1952 in den Deutschen Wetterdienst überging. Dort leitete er von 1958 bis 1961 im Rang eines Regierungsdirektors die Abteilung Forschung.
1961 folgte er einem Ruf an die Rheinische Friedrich-Wilhelms-Universität in Bonn und wurde Direktor des neu gegründeten Meteorologischen Institutes. 1977 wurde Flohn emeritiert. Auch als Emeritus blieb er dem Institut verbunden und arbeitete an zahlreichen Projekten. Sein Nachfolger Helmut Kraus (1930–2019) leitete das Institut bis 1995, dann folgte Clemens Simmer (* 1954).
Seit dem Wintersemester 2018 ist das ehemalige Meteorologische Institut die Abteilung Meteorologie des Instituts für Geowissenschaften (IFG).

## Arbeit und Rezeption

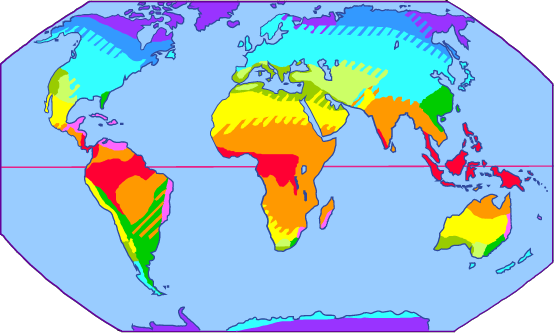
Klimaklassifikation von E. Kupfer auf den Grundlagen von Flohn

Schon 1941 hatte er eines der wichtigsten Themen der heutigen Klimaforschung formuliert:
„Damit wird aber die Tätigkeit des Menschen zur Ursache einer erdumspannenden Klimaänderung, deren zukünftige Bedeutung niemand ahnen kann.“ Damit gilt er in der Forschungsgeschichte des Klimawandels international als einer der ersten Wegbereiter des Themas.
Die Erforschung der Dynamik des Klimasystems wurde auch Schwerpunkt seiner Tätigkeiten, von ihm stammt eine grundlegende Klimaklassifikation. Er arbeitete u. a. auch über die Allgemeine Zirkulation der Atmosphäre, subtropische Starkwinde (Jets) in der oberen Troposphäre, tropische Meteorologie und Monsunklimate.
Flohn genießt große Anerkennung in der Klimaforschung und gilt auch international als einer der bedeutendsten Klimatologen der Nachkriegszeit. In dem 2005 erschienenen The Encyclopedia of World Climatology wird Flohn als „one of the world greatest climatologists“ bezeichnet.

## Ehrungen
Flohn wurden zahlreiche – auch internationale – Ehrungen zuteil, u. a. 1973 das Große Verdienstkreuz der Bundesrepublik Deutschland und 1983 die Alfred-Wegener-Medaille der Deutschen Meteorologischen Gesellschaft. 1991 wurde er Mitglied der New York Academy of Sciences, 1993 erhielt er den Staatspreis des Landes Nordrhein-Westfalen. 1961 wurde er zum korrespondierenden Mitglied der Bayerischen Akademie der Wissenschaften gewählt. Seit 1966 war er Mitglied der Leopoldina, deren Cothenius-Medaille er 1985 erhielt. 1990 wurde Flohn mit dem Arthur-Burkhardt-Preis ausgezeichnet.

## Schriften
Wichtige Buchveröffentlichungen:
- Witterung und Klima in Mitteleuropa. 2. Auflage. Forschungen zur Deutschen Landeskunde, 78, S. Hirzel Verlag, Stuttgart 1954.
- mit Hans von Rudloff: Die Schwankungen und Pendelungen des Klimas in Europa seit dem Beginn der regelmäßigen Instrumenten-Beobachtungen. Braunschweig 1967, DNB 457982187.
- Das Problem der Klimaänderungen in Vergangenheit und Zukunft. (= Erträge der Forschung, Band 220). Wissenschaftliche Buchgesellschaft Darmstadt 1985, ISBN 3-534-08889-1.
- Treibhauseffekt der Atmosphäre: Neue Fakten und Perspektiven. 1990, ISBN 3-531-08379-1.
- Grossräumige aktuelle Klimaänderungen: Anthropogene Eingriffe und ihre Rückwirkungen im Klimasystem. 1994, ISBN 3-925851-39-9.

Ausgewählte Publikationen:
- Beiträge zur Problematik der Talmäander. In: Frankfurter Geographische Hefte, 9, Heft 1, 1-96. (= Diss. Frankfurt 1934).
- Die Tätigkeit des Menschen als Klimafaktor. In: Zeitschrift für Erdkunde. 9, 1941, S. 13–22.
- Contributions to a meteorology of the Tibetan highlands. In: Atmospheric Science Paper. 130, Colorado State University, Fort Collins, Colorado 1968.
- Le temps et le climat. In: L´Univ. Connaissances. Hachette, Paris 1968.
- Clima y tiempo. In: Biblioteca para el Hombre Actual. Ediciones Guadarrama, Madrid 1968.
- Climate and Weather. In: World Univ. Library. McGraw-Hill, New York 1969.
- Local wind systems. In: World survey of climatology. Vol. 2, General climatology 2, Elsevier, Amsterdam 1969, S. 139–171.
- Arbeiten zur allgemeinen Klimatologie. Wissenschaftliche Buchgesellschaft, Darmstadt 1971.
- Climate and Energy: A Scenario to a 21st Century Problem. In: Climatic Change. 1, 1977, S. 5–20.
- Gefährden Klima-Anomalien die Welt-Ernährung? In: Bild der Wissenschaft. 12/1978, S. 132–139.
- Climatology as a Geophysical Science. In: Climate Monitor. Special Edition, 3/1979, Hubert Lamb – Professor Emeritus. S. 10–18. (Gewidmet H. Lamb zum 65. Geburtstag)
- Summary Review and some thoughts on future climatic evolutions. In: NES Colleque International: Evolution des Atmosphères Planetaires et Climatologie de la Terre, Nice 16-20 Oct. 1978. 1979, S. 569–574.
- Possible Climatic Consequences of a Man-Made Global Warming. In: Working Paper, Internat. Institute for Applied Systems Analysis, Laxenburg, 1979, WP 79-86. (auch in Internat. Institute for Applied Systems Analysis, Laxenburg, RR-80-30, Dez. 1980)
- Man's increasing impact on climate: Atmospheric Processes. In: N. Polunin (Hrsg.): Growth without ecodisaster? Proc. 2nd Intern. Conf. Environmental Future. Reykjavik, June 1977. McMillan Press, London 1980, S. 31–44. (Diskussion S. 45–59)
- Possible climatic consequences of a man-made global warming. In: R. Kavanagh (Hrsg.): Energy System Analysis. Proc. Intern. Conf. Dublin, 9-11 Oct. 1979. D. Reidel Publ. Comp., Dordrecht 1980, S. 558–568. (1981: Life on a warmer Earth, Possible climatic consequences of man-made global warming. Executive Report 3, based on research by H. Flohn, Intern. Inst. for Applied System Analysis IIASA, Laxenburg, S. 59 ff.)

- Possible Climatic Consequences of a Man-Made Global Warming. 1980.
- Life on a Warmer Earth--Possible Climatic Consequences of Man-Made Global Warming. 1981.
- mit R. Fantechi: The climate of Europe: Past, Present and Future. D. Reidel Publ. Comp., Dordrecht 1984.